# Architecture du théâtre grec antique
La construction des théâtres grecs « classiques » commence en 700 av. J.-C. et s’échelonne du Ve au IIIe siècle av. J.-C. Il est relativement facile d’en recenser une centaine. Avant cette période, ils sont archaïques, et rares ; après, ils sont hellénistiques ou romains, et innombrables.
Les théâtres grecs classiques sont présents dans toute la Grèce continentale et insulaire, ainsi qu’en Grande-Grèce (Italie du Sud, Sicile) et en Asie Mineure.

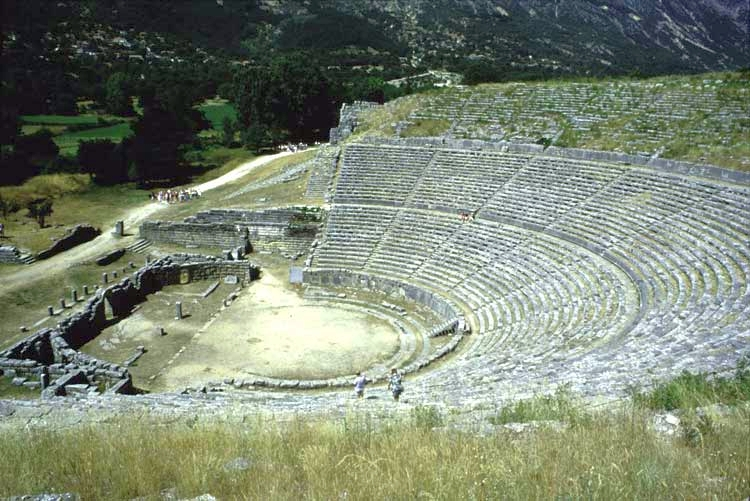
Théâtre de Dodone (construit sous Pyrrhus Ier au début du).

## Caractères généraux

### Disposition sur le terrain

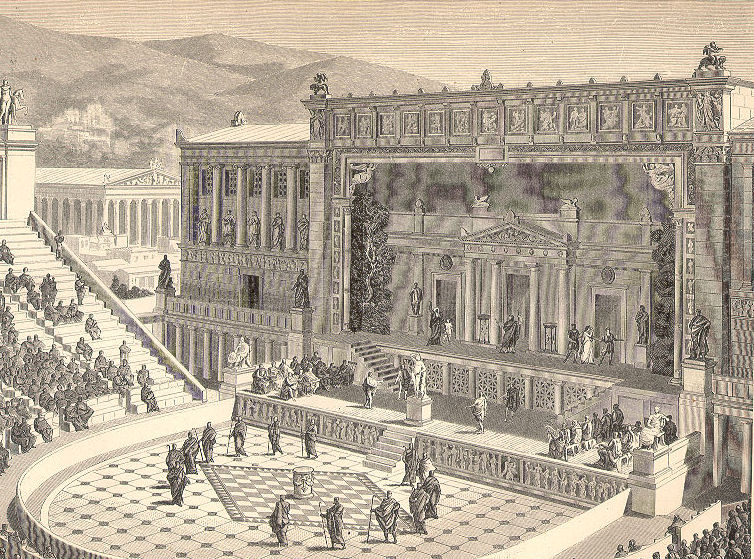
Le Théâtre de Dionysos à Athènes, tel qu'on l'imaginait en 1891.

On écrit couramment que les théâtres grecs sont creusés au flanc  d’une colline, tandis que les théâtres romains sont construits en terrain plat sur voûtes et arcades. En réalité, cette opposition mérite d’être fortement nuancée.
Si l’on examine la disposition d’un nombre suffisant de théâtres antiques, on s’aperçoit vite que :
- aucun théâtre grec ne se trouve construit en terrain plat (l’architecture grecque classique ne permet pas la construction sur voûtes concrètes, qui n’est connue qu’à partir de l’architecture romaine), mais les ailes ou parties latérales peuvent être construites en maçonnerie, comme à Épidaure ou à Dodone, où elles sont en remblai, mais plus encore à Argos, par exemple, où les parties construites constituaient l'essentiel du koilon ;

- une immense majorité de théâtres romains sont eux aussi adossés à une colline. La construction sur terrain plat est un luxe et une prouesse réservés à la capitale (théâtres du Champ de Mars, à Rome) et à certaines villes des provinces romaines situées en pays entièrement plat, toujours par obligation, et non par choix.

Cette remarque ne concerne pas les amphithéâtres romains, nécessairement construits, dès qu’ils sont de quelque importance.

### Orientation
Une idée tenace veut encore que les théâtres grecs soient de préférence orientés au sud. Un simple relevé sur 70 théâtres grecs  classiques, en Grèce et en Asie Mineure, (du Ve au IIIe siècle av. J.-C.) montre qu’il n’en est rien.
Il est vrai que, sur les 70 examinés, 34 théâtres regardent vers le sud (SE et SO compris), dont 20 plein sud. Mais il n’est pas moins vrai que les 36 autres sont orientés O – NO – N – NE – E
(détail du relevé : S = 20 ; SE = 5 ; SO = 9 ; O – N – E = 36). Les théâtres grecs sont donc orientés en toutes directions.

### Acoustique
Les visiteurs du théâtre d'Épidaure ne manquent jamais de se livrer à des expériences de chuchotements et craquages d'allumettes, qui se révèlent audibles de leurs compagnons, même des gradins les plus élevés. On peut supposer qu'il en serait de même dans tous les théâtres antiques, tous construits en hémicycle, s'ils étaient dans un état de conservation aussi exceptionnel que celui du célèbre sanctuaire d'Asclépios.

## Éléments architecturaux des théâtres grecs

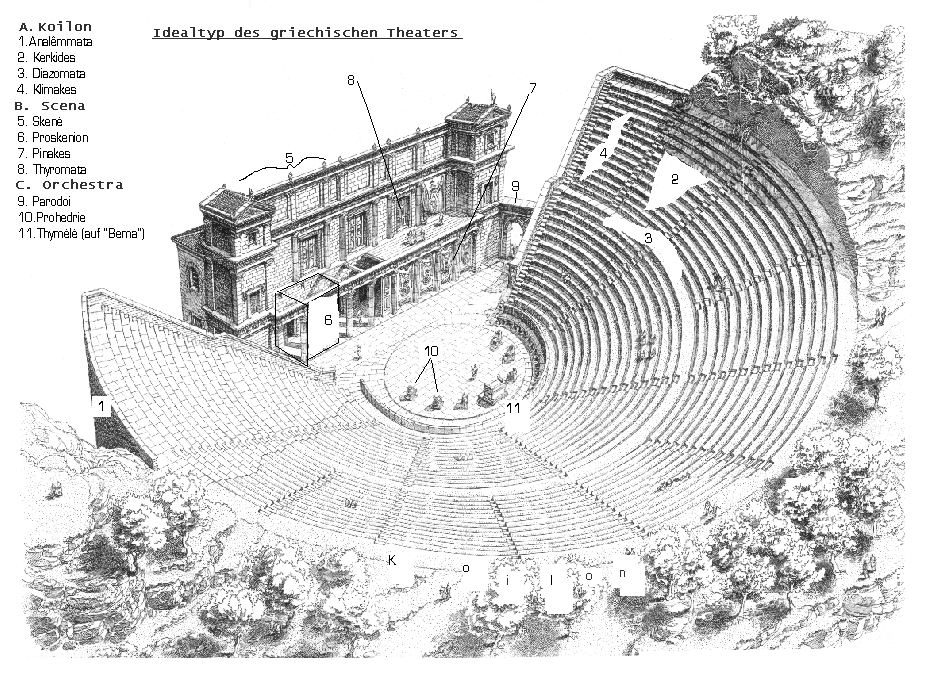
Schéma idéal d'un théâtre grec.

### Les gradins
Les gradins (κοῖλον / koilon) peuvent être séparés en deux parties par un couloir appelé diazôma (διάζωμα).
On peut lire parfois que les théâtres antiques sont des portions de sphère, ou à profil courbe. Cela semble une idée à abandonner définitivement : toutes les vérifications possibles montrent que les théâtres grecs sont des portions de cônes.

### Sièges d’honneur
Les sièges du premier rang (proédrie) sont conçus et disposés avec soin. Au théâtre de Dionysos, à Athènes, on peut encore lire le nom de leurs titulaires, généralement des magistrats ou autres personnages officiels.

### L’orchestra: l'espace réservé au chœur et aux danseurs
L’orchestra (ὀρχήστρα) était le lieu où se déplaçaient et évoluaient les danseurs. Le chœur était composé le plus souvent de 15 choreutes, ou de vingt-quatre pour la comédie, dont un, le meneur du chant et de la danse, était appelé le coryphée. Il était le seul à pouvoir dialoguer avec les acteurs de la scène durant la représentation. On lit souvent, et on répète, que l’orchestra des théâtres grecs est circulaire, avec un autel sacrificiel placé au centre (en opposition avec l’orchestra des théâtres romains, tracée en demi-cercle). Or cette disposition ne se vérifie guère qu’à Épidaure, où une pierre ronde et plate se trouve effectivement au centre de l’orchestra circulaire. 
À Érétrie, l'orchestra semble circulaire également, mais avec un orifice au centre, relié à un tunnel.
Quelques autres théâtres, dont celui de Dodone, ont une orchestra circulaire, mais sans rien au centre.
Très majoritairement, l’orchestra des théâtres grecs, lorsqu'elle est lisible, est en demi-cercle, ou en portion de cercle. La romanisation n’en est certainement pas seule responsable.

### La scène et le décor
Du proskénion (προσκήνιον) et de la skéné (σκηνή), il reste, assez fréquemment, quelques fondations d'une plate-forme surélevée d'un ou deux mètres, lieu de stockage des décors. On a parfois eu recours à des avant-scènes amovibles.

## Répartition chronologique
Si l’on excepte les aires de spectacles créto-mycéniennes, la construction des grands théâtres grecs commence au Ve siècle av. J.-C. Une majorité date des IVe et IIIe siècles av. J.-C. Puis la construction de théâtres continue au IIe siècle av. J.-C. dans le monde hellénistique, surtout en Asie Mineure, avant la romanisation de tout l’ensemble.

## Articles liés
- Liste de théâtres grecs antiques
- Théâtre grec antique